# Zürs

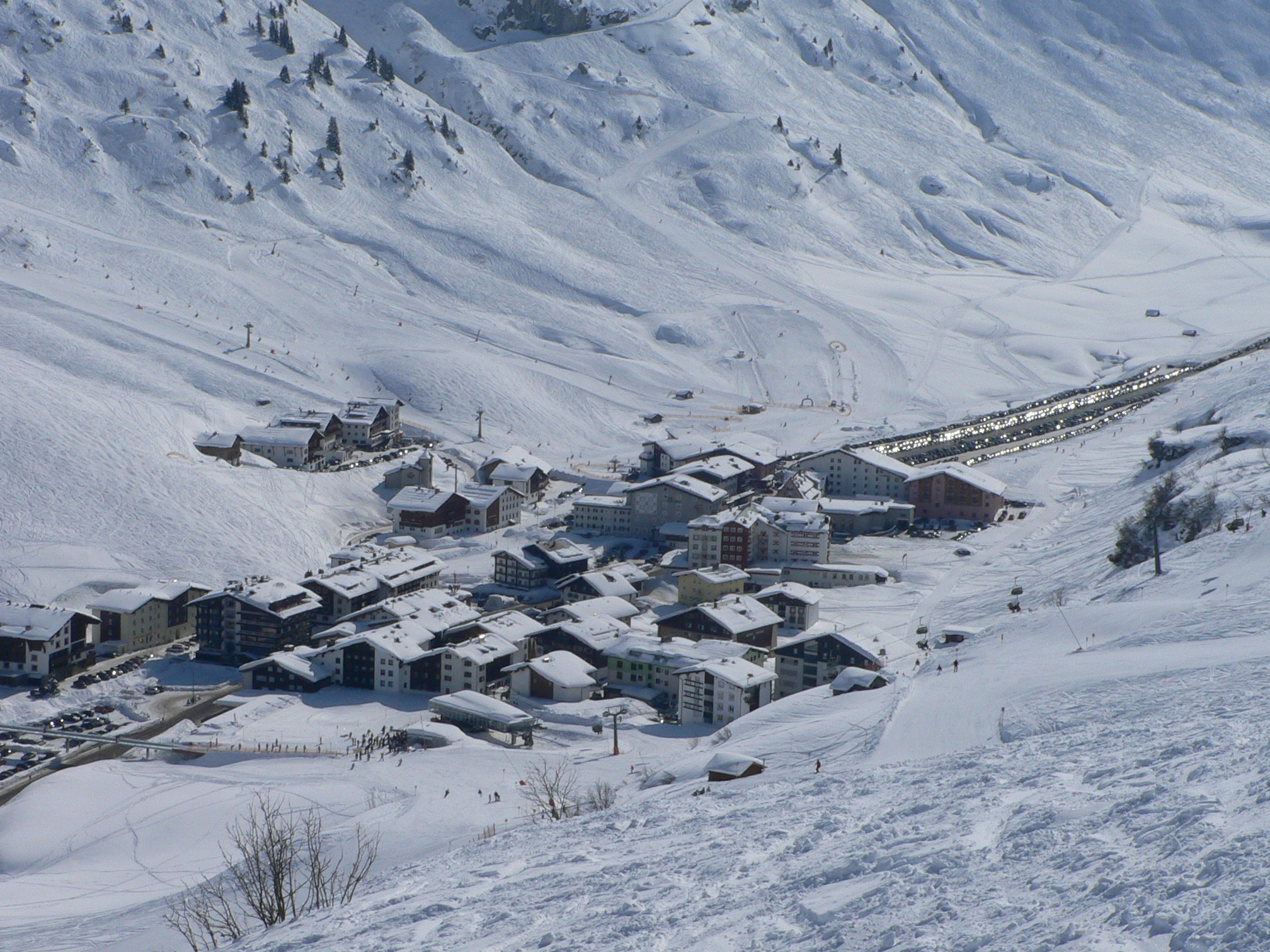
Zürs (2005) (Richtung Flexenpass)

Zürs (1717 m ü. A.) ist ein Wintersportort in der Gemeinde Lech in Vorarlberg. Zusammen mit einigen weiteren Orten zählt es zum Skigebiet Arlberg. Südwestlich des Ortes erhebt sich sehr schroff die Vordere Hasenfluh (2534 m).

## Geschichte

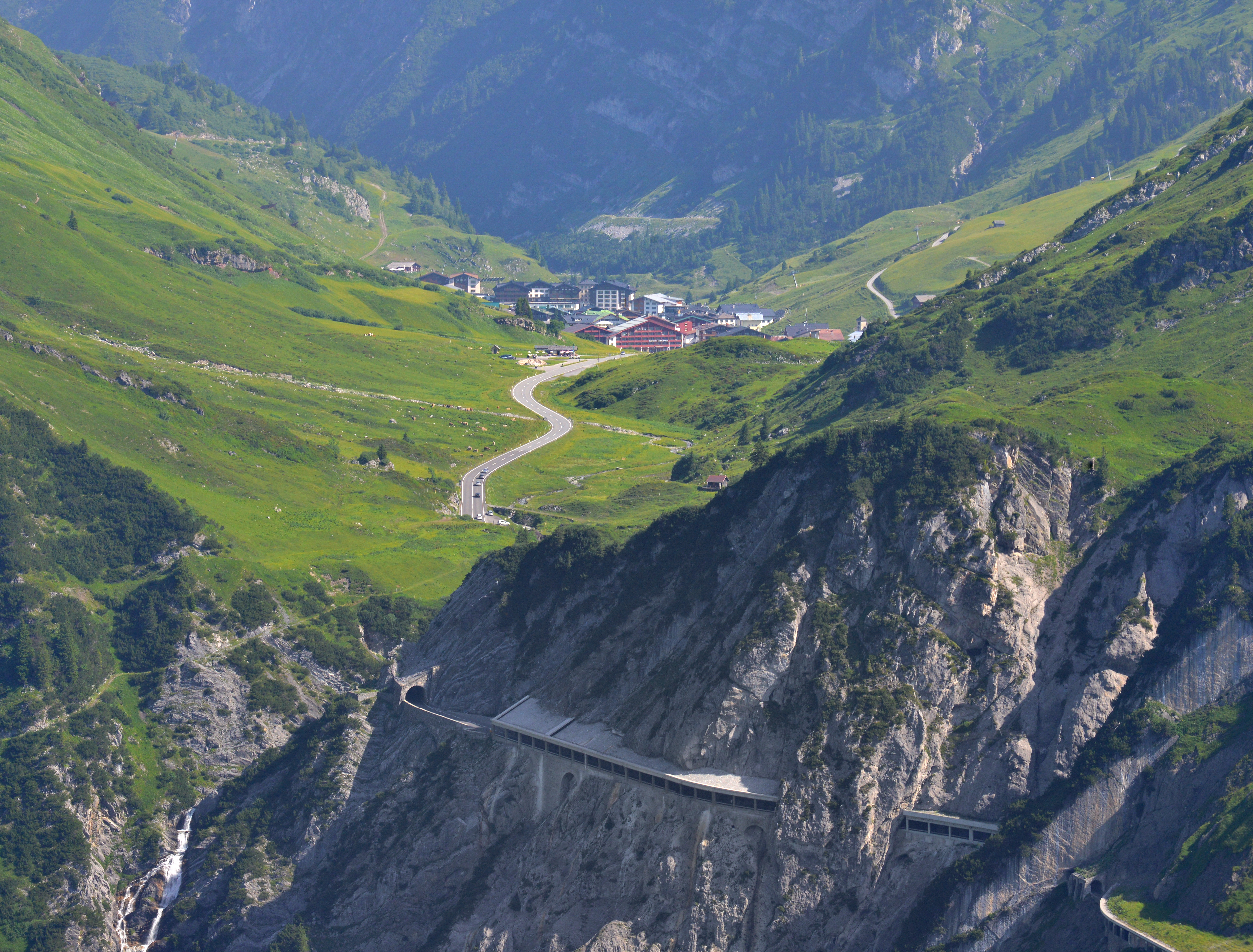
Flexenpass mit Flexengalerie und Blick auf Zürs (vom Paul-Pantlin-Weg)

1416 wurde Zürs zuerst besiedelt. Anfangs lebten einige Bergbauern ohne Zufahrtsstraße unter schwierigen Bedingungen in dieser hochalpinen Gegend und wurden häufig von der Außenwelt abgeschnitten. 
So ist es auch zu erklären, dass die Alpe Zürs Anfang des 18. Jahrhunderts erst verlassen und erst 1782 wieder neu besiedelt wurde.
Mit der Erschließung durch die Arlberg-Bahn (1880–1884) begann der erste Aufschwung und schließlich mit dem Bau der Straße über den Flexenpass wurde die Ortschaft 1897 an das Straßennetz angeschlossen.
Schon im Jahr 1846 wurde der Gasthof „Zürsch“ in Schriften erwähnt. Nach der Schließung wurde der Gasthof im Jahr 1906 mit dem Namen „Edelweiß“ wieder in Betrieb genommen.
Im Jahr 1897 erhielt die Familie Vonbank vom Land Vorarlberg eine jährliche Subvention in Höhe von 200 Gulden dafür, dass sie das Haus „Alpenrose“ das ganze Jahr hindurch für Touristen offen hält.
Dank der Erbauung der Flexenstraße (1895–1897) wurde der Wintersportort Zürs immer beliebter bei den Skifahrern. Von 1923 bis 1931 wurden in Zürs weitere Hotels und Pensionen erbaut. Im Jahr 1938 zählte der Ort bereits 500 Gästebetten.
Der erste Skikurs für Einheimische wird 1906 vom Schipionier Viktor Sohm (* 1869; † 1960) aus Bregenz abgehalten – und weitere Pioniere aus dem Bodenseeraum entdecken bald den Arlberg und die Gegend rund um den Flexenpass als Skigebiet. Durch den organisierten Tourismus ab dem Winter 1923/24 blühte der Ort auf – der erste Gruppenskikurs für Gäste wurde angeboten. Albert Mathies gründete die Skischule Zürs und der Zürser Ernst Skardarasy wurde 1934 aus der Skischule Zürs nach Australien zum Unterrichten eingeladen.
Die Kapelle zur Hl. Maria von Zürs wurde 1935 abgerissen, ersetzt durch die Bergkirche Zürs, ein Meisterwerk moderner Architektur (Hans Feßler) mit Glasfenstern von Martin Häusle.
Sepp Bildstein konstruierte in Kooperation mit Emil Doppelmayr den ersten Schlepplift für Skifahrer. Die Bauarbeiten hat die Firma Doppelmayr mit Sepp Bildstein durchgeführt. 1937 wurde der erste Schlepplift Österreichs am Übungshang in Zürs gebaut. Die neue technische Errungenschaft hat die Skiläufer sofort überzeugt und noch während des Zweiten Weltkriegs wurde in Lech ein zweiter Schlepplift am Schlegelkopf gebaut. Die starke Erschließung des Skigebiets Lech Zürs mit Sesselliften fing in den 1950er Jahren an. Im Jahr 1951 wurde der Liftbetrieb am Kriegerhorn gestartet. 1957 wurde die Kabinenbahn Rüfikopf in Betrieb genommen und somit entstand eine Skiverbindung zwischen Lech und Zürs. Dank dieser neuen Skiliftanlage entstand auch die berühmte Skirundfahrt „Der Weiße Ring“, der durch Lech, Zürs, Zug und Oberlech verläuft.
Der Spielfilm Peter schießt den Vogel ab (1959) mit Peter Alexander wurde hier gedreht. 2018 entstand in Zürs unter der Regie von Karl Markovics der ORF-Landkrimi Das letzte Problem.
Mit der Zeit wurden in Zürs immer modernere Lifte und Hotels gebaut. Derzeit hat der Wintersportort Zürs 17 Hotels und Pensionen, vorwiegend in der 4- und 5-Sternekategorie.

## Kultur und Sehenswürdigkeiten
Die Christ-König-Kirche nach den Plänen des Architekten Hans Feßler wurde von 1935 bis 1936 erbaut und liegt im Osten des Ortes. Sie gehört zu den bemerkenswerten Sakralbauten der 30er Jahre, die in der alpinen Region entstanden sind. Besonders schön ist die Führung des gedeckten Ganges hinauf in den Kirchenraum.

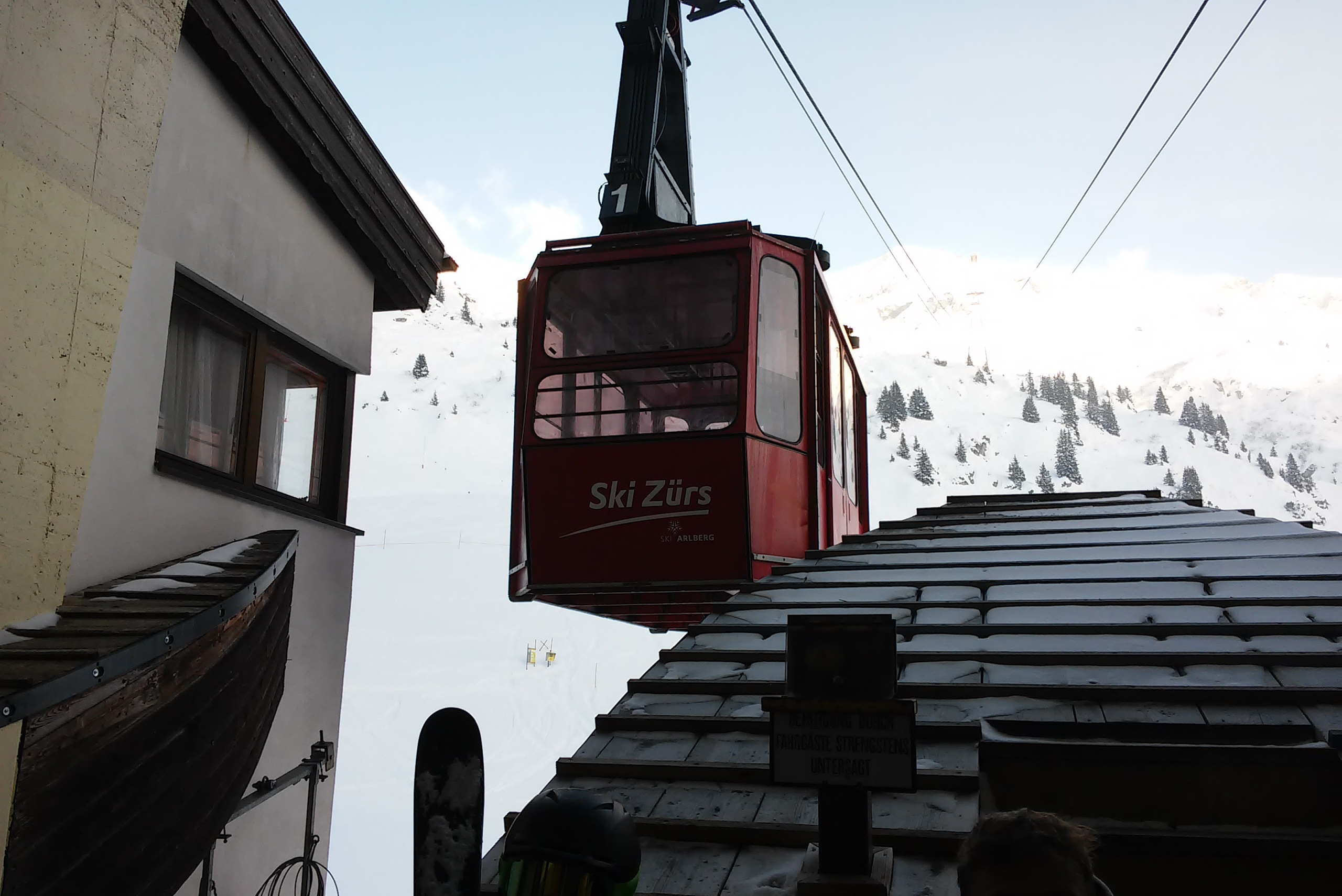
Die alte Trittkopfbahn (1962–2016), eine Pendelbahn für 45 bzw. 50 Personen
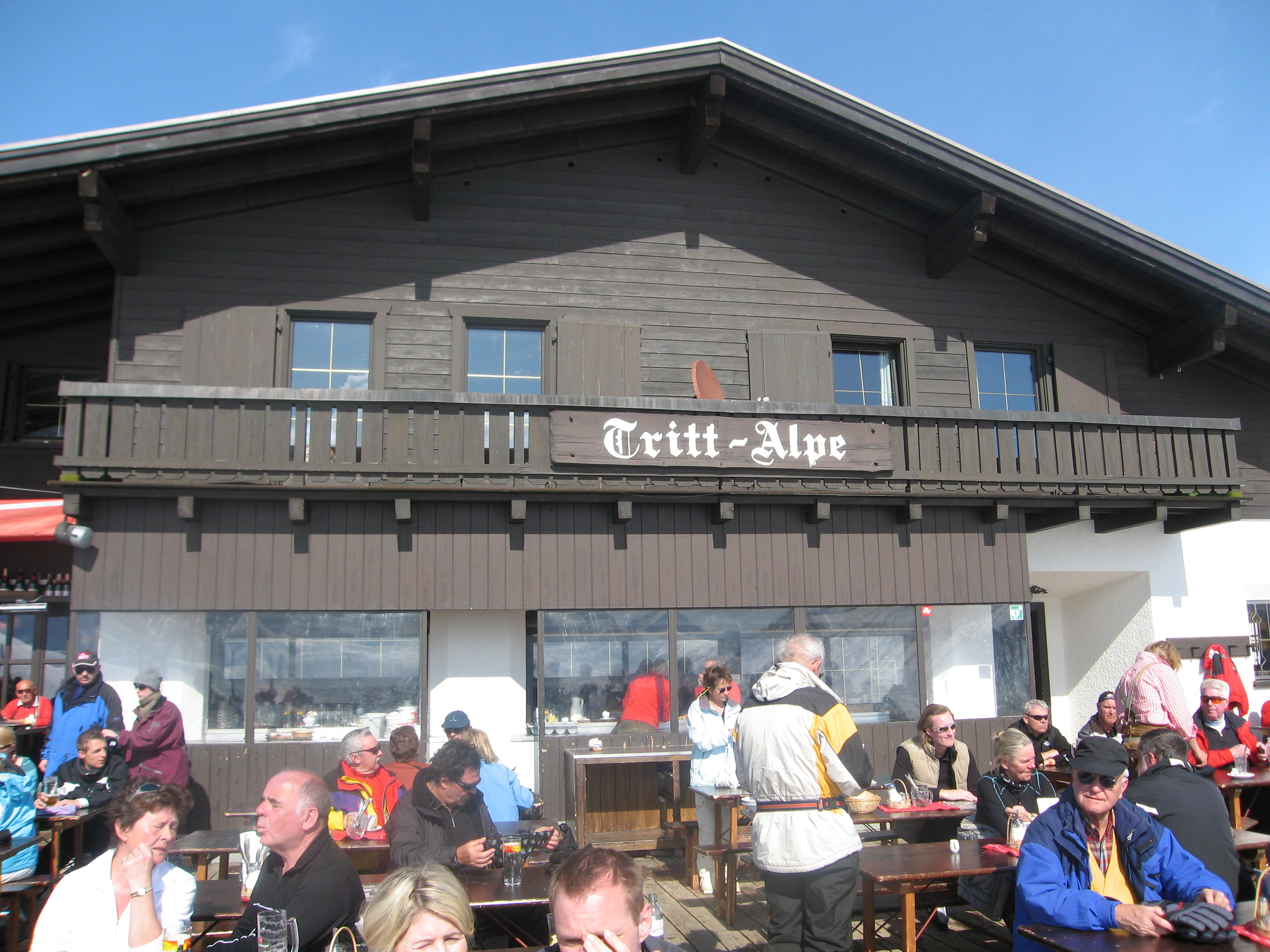
Die Tritt-Alpe, eine der großen Restaurations-Hütten auf dem Hexenboden
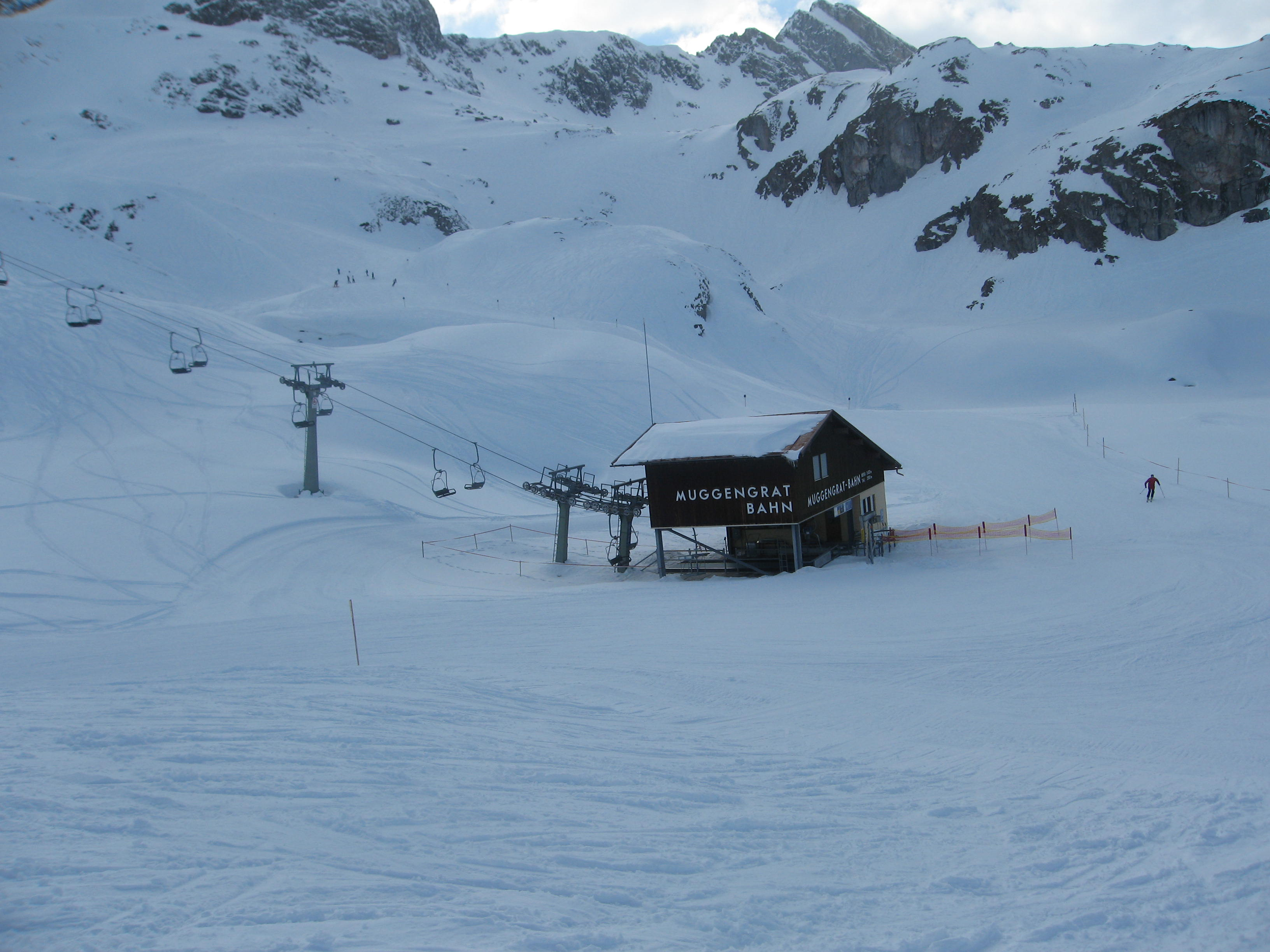
Ehemalige Muggengratbahn, ein Sessellift am Ufer des Zürsersees, 2009 durch 6er-Sessellift ersetzt.
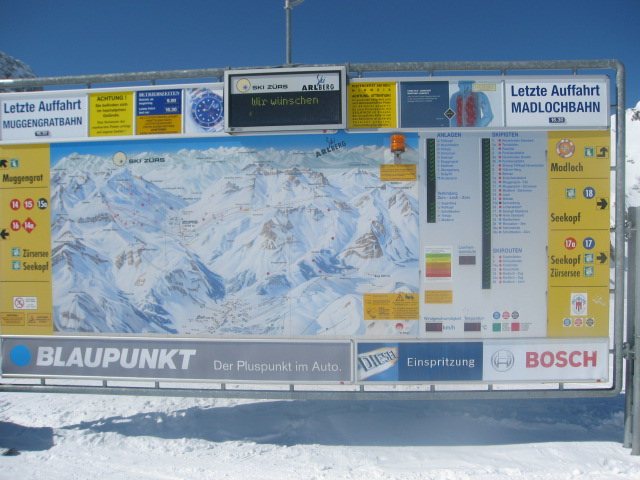
Panoramakarte des Skigebietes an der Bergstation der Seekopfbahn
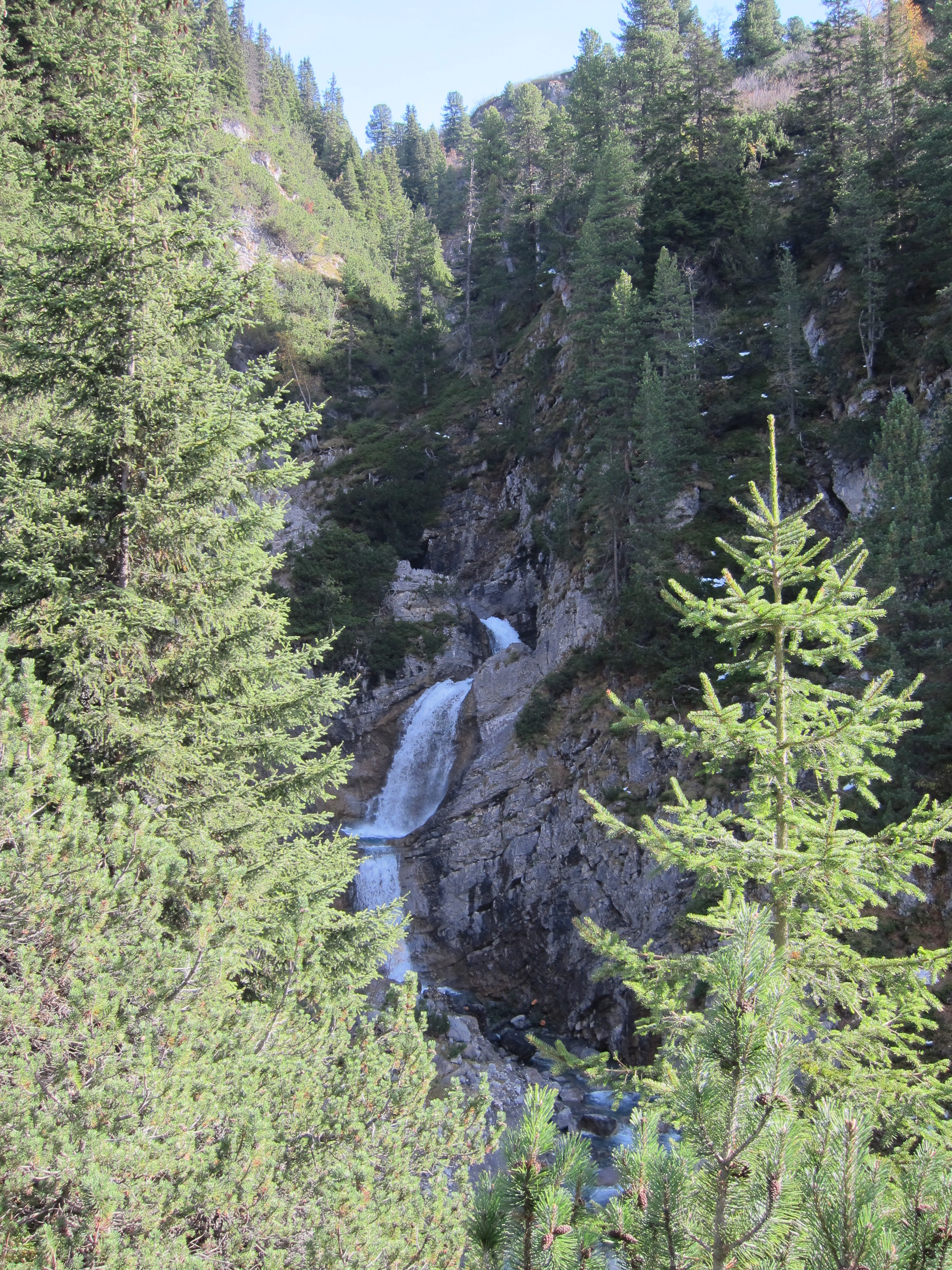
Wasserfall 50 m nördlich von Zürs
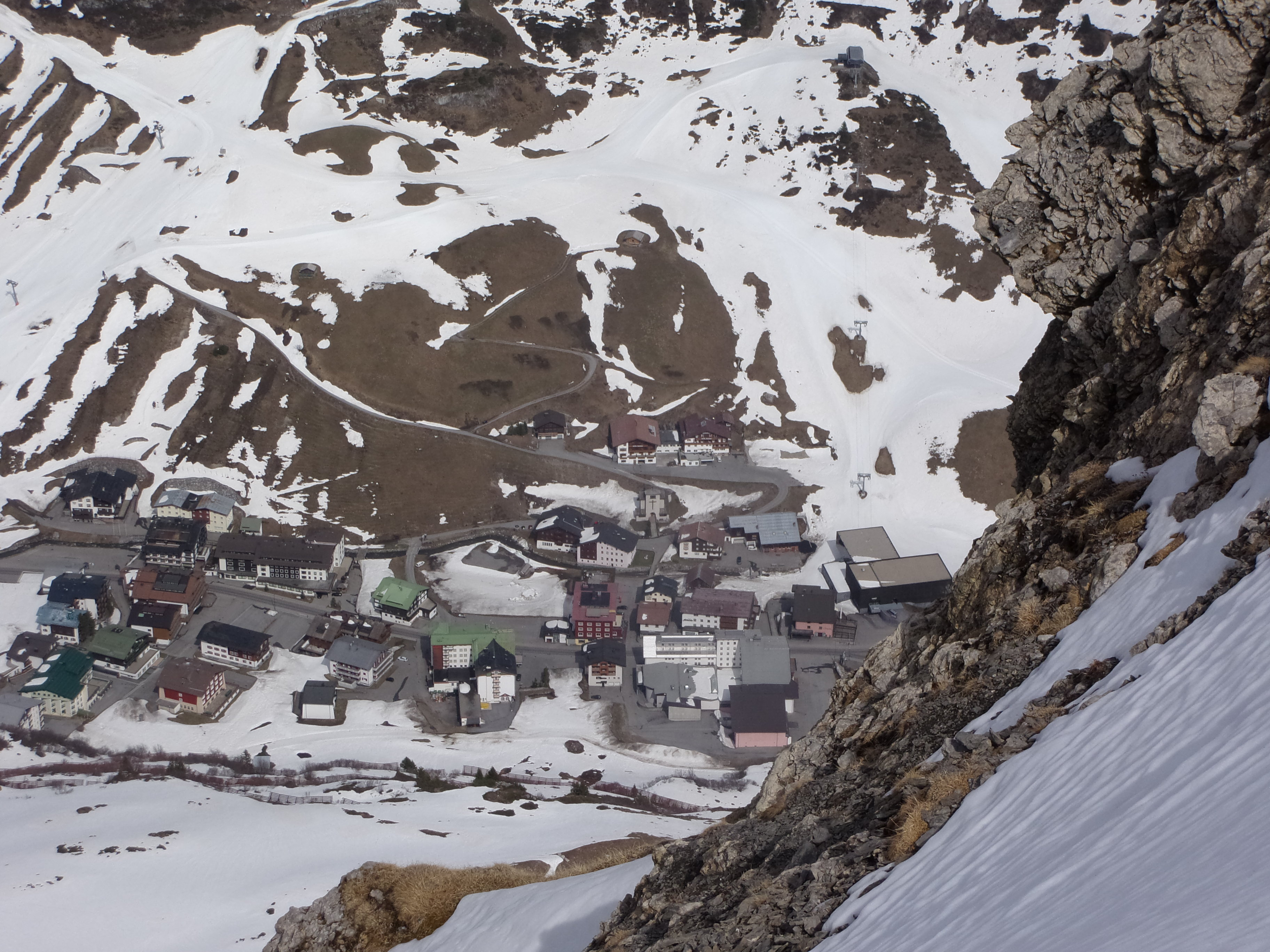
Blick von der Vorderen Hasenfluh auf das gut 800 m tiefer gelegene Zürs

## Lifte und Seilbahnen
Die Liftanlagen in Zürs wurden von den Herstellern Doppelmayr, Leitner, Vöest-Alpine, Girak und Garaventa errichtet.
| Name             | Baujahr | System     | Höhe ü.A. Talstation [Meter] | Höhe ü.A. Bergstation [Meter] | Strecken- länge [Meter] | Beförderungs- kapazität [Pers./Stunde] | Betrieb Winter | Betrieb Sommer |
| ---------------- | ------- | ---------- | ---------------------------- | ----------------------------- | ----------------------- | -------------------------------------- | -------------- | -------------- |
| Baby Lift        | 1999    | 1-SL       | 1.724                        | 1.799                         | 270                     | 600                                    | W              | 0              |
| Hexenbodenbahn   | 2005    | 6-CLD/B    | 1.712                        | 2.243                         | 1.569                   | 2400                                   | W              | 0              |
| Madlochbahn      | 2021    | 6-CLD/B    | 2.161                        | 2.446                         | 1.520                   | 2.180                                  | W              | 0              |
| Muggengratbahn   | 2009    | 6-CLD/B    | 2.150                        | 2.440                         | 957                     | 2.020                                  | W              | 0              |
| Seekopfbahn      | 1986/99 | 4-CLD/B    | 1.698                        | 2.212                         | 1.508                   | 2.400                                  | W              | S              |
| Trittalpbahn     | 2003/06 | 6-CLD/B    | 1.879                        | 2.166                         | 888                     | 2.600                                  | W              | 0              |
| Trittkopfbahn I  | 2016    | 10-MGD     | 1.724                        | 2.227                         | 1.875                   | 2.400                                  | W              | 0              |
| Trittkopfbahn II | 2016    | 10-MGD     | 2.227                        | 2.420                         | 938                     | 1.200                                  | W              | 0              |
| Übungshangbahn   | 2015    | 6 CLD/B-SV | 1.713                        | 1.825                         | 358                     | 2.400                                  | W              | 0              |
| Zürserseebahn    | 1998    | 4-CLD/B    | 1.720                        | 2.211                         | 1.546                   | 2.400                                  | W              | 0              |

Die Abkürzungen in der Spalte „System“ sind unter Luftseilbahn erläutert.
Letzte 2 Spalten:
W = Winterbetrieb / S = Sommerbetrieb; jeweils grün unterlegt
0 = kein Sommerbetrieb, rot hinterlegt
Verbindungsbahn zwischen Zürs und Stuben am Arlberg
Zur Saison 2016/17 wurde die Pendelbahn am Trittkopf durch zwei moderne Einseilumlaufbahnen ersetzt. Gleichzeitig wurde eine Verbindung zwischen den bisher getrennten Teilskigebieten Ski Arlberg Ost und -West realisiert. Es wurden zwei Talstationen, jeweils in Zürs, nahe der Übungshangbahn, und in Alpe Rauz, nahe der Valfagehrbahn, errichtet. Von diesen beiden Talstationen erreicht man nun die Mittelstation Ochsenboden auf etwa 2200 m ü. A., welche etwa mittig zwischen diesen beiden Talstationen liegt. Von der Mittelstation führt eine weitere Bahn (Trittkopfbahn II), die mit der Trittkopfbahn I ab Zürs gekoppelt ist, zur Bergstation auf etwa 2400 m ü. A. Während des Neubaus der Trittkopfbahn wurde auch eine neue Albonabahn II ab der Talstation in Alpe Rauz errichtet, welche die bestehende Albonabahn II oberhalb von Stuben ersetzen soll. Ebenfalls zu diesem Projekt zählte der Neubau der Übungshangbahn in Zürs, welcher bereits im Vorjahr abgeschlossen wurde. Der fixgeklemmte 2er-Sessellift wurde abgebaut und durch eine kuppelbare, kindersichere 6er-Sesselbahn ersetzt.

## Persönlichkeiten
- Otto Linher (1922–1953), Skirennläufer